# 도재경
도재경(한국 한자: 都在慶, 2001년 1월 19일 ~ )은 대한민국의 축구 선수로, 포지션은 센터백이다. 현재 K리그1 전북 현대 모터스 소속이다.